# Messina (Schiff)
Die Messina war ein 1937 gebautes deutsches Frachtschiff, das von 1940 bis 1945 von der Kriegsmarine als U-Boot-Tender genutzt wurde. Das Schiff wurde nach Kriegsende zunächst britische Kriegsbeute, wurde dann 1947 an die Sowjetunion übergeben und fuhr dort noch bis 1961 unter dem Namen Poljus (russisch Полюс = Pol).

## Bau und technische Daten
Das Schiff wurde von der Neptun Werft in Rostock für die Hamburger Reederei Rob. M. Sloman gebaut und lief dort am 27. Juli 1937 vom Stapel. Es war 92,35 m lang und 13,26 m breit, hatte 4,95 m Tiefgang und war mit 2192 BRT und 1104 NRT vermessen. Die Maschinenanlage bestand aus zwei Kesseln, einer Verbunddampfmaschine von Christiansen & Meyer in Hamburg-Harburg und einer Abdampfturbine; sie erzeugte 1635 PS und ermöglichte eine Geschwindigkeit von 13 Knoten.

## Geschichte
Die mit Heimathafen Hamburg im Mittelmeer-Dienst der Reederei fahrende Messina wurde nach dem Beginn des Zweiten Weltkriegs zunächst aufgelegt und dann von der Kriegsmarine requiriert. Sie erhielt die Bezeichnung Schiff 27 und sollte als U-Boot-Falle TSK 3 eingesetzt werden. Der dazu notwendige Umbau erfolgte jedoch nicht und die Messina wurde stattdessen ab 1. Mai 1940 als sogenanntes Sicherheitsschiff dem U-Boot-Abnahmekommando zugewiesen.
Nach Kriegsende wurde das in Travemünde liegende Schiff von der Royal Navy als Kriegsbeute in Besitz genommen und dann dem Ministry of War Transport übereignet. Es erhielt den neuen Namen Empire Cherwell und die britische Schiffsnummer 180718 und diente als Truppentransporter bei der Rückführung alliierter Truppen in ihre Heimat.
1947 wurde es dann als Teil der deutschen Reparationen an die Sowjetunion ausgeliefert. Dort erhielt es den Namen Poljus und fuhr bis 1961 mit Heimathafen Leningrad. 1961 wurde das Schiff aus den Schiffsregistern entfernt.